# Supercopa de España de Fútbol 1996
La Supercopa de España de 1996 fue la XIII edición del torneo, correspondiente a la temporada 1996-97. Se disputó partido entre los días 25 y 28 de agosto. Enfrentó al campeón de la Primera División 1995-96, el Club Atlético de Madrid, y al subcampeón de la Copa del Rey 1995-96, el F. C. Barcelona.
El Atlético, que venía de haber logrado el «doblete», se enfrentó al subcampeón de Copa, el Barcelona, siendo el conjunto barcelonés quien se adjudicó el título por quinta vez en su historia, tras vencer 5-2 en la ida y perder 3-1 en la vuelta. Ninguno de los dos encuentros de la competición, se disputaron en los estadios de los clubes participantes. El partido de ida en Barcelona se disputó en Montjuïc y el de vuelta en Madrid se disputó en La Peineta.
| Bandera de Cataluña | 6 - 5 | Bandera de la Comunidad de Madrid |
| F. C. Barcelona 5 1 | 6 - 5 | Atlético de Madrid 2 3            |
| ------------------- | ----- | --------------------------------- |

## Partidos
| Club Atlético de Madrid |  | Bandera de la Comunidad de Madrid |  | Campeón de Liga (1995/96) y Copa (1995/96) |
| F. C. Barcelona         |  | Bandera de Cataluña               |  | Subcampeón de Copa (1995/96)               |

### Ida
| 1          | POR        | Vitor Baia         |     |
| 12         | DEF        | Sergi Barjuán      |     |
| 20         | DEF        | Miguel Ángel Nadal | 50' |
| 5          | DEF        | Gheorghe Popescu   |     |
| 18         | DEF        | Guillermo Amor     | 67' |
| 4          | MED        | Pep Guardiola      |     |
| 8          | MED        | Hristo Stoichkov   |     |
| 7          | MED        | Luís Figo          |     |
| 10         | MED        | Giovanni Silva     |     |
| 21         | DEL        | Luis Enrique       | 72' |
| 9          | DEL        | Ronaldo            |     |
| Entrenador | Entrenador | Bobby Robson       |     |

| 1          | POR        | José Francisco Molina |     |
| 20         | DEF        | Delfí Geli            |     |
| 6          | DEF        | Santi Denia           |     |
| 3          | DEF        | Toni Muñoz            |     |
| 4          | DEF        | Roberto Solozábal     |     |
| 18         | MED        | Roberto Fresnedoso    | 46' |
| 24         | MED        | Radek Bejbl           |     |
| 14         | MED        | Diego Simeone         | 46' |
| 10         | MED        | Milinko Pantić        |     |
| 19         | DEL        | Kiko Narváez          |     |
| 9          | DEL        | Juan Esnáider         |     |
| Entrenador | Entrenador | Radomir Antić         |     |

| 3  | DEF | Abelardo Fernández | 50' |
| 23 | MED | Iván De la Peña    | 67' |
| 19 | DEL | Juan Antonio Pizzi | 72' |

| 15 | DEF | Carlos Aguilera | 46' | 67' |
| 8  | MED | Juan Vizcaíno   | 46' |     |
| 5  | DEF | Juanma López    | 67' |     |

|  | 6'  | Ronaldo            | 1-0 |
|  | 31' | Giovanni Silva     | 2-0 |
|  | 73' | Juan Antonio Pizzi | 3-2 |
|  | 75' | Iván De la Peña    | 4-2 |
|  | 89' | Ronaldo            | 5-2 |

|       | 37' | Juan Esnáider  | 2-1 |
| Penal | 57' | Milinko Pantić | 2-2 |

|  | 11' | Gheorghe Popescu |
|  | 34' | Luís Figo        |
|  | 35' | Pep Guardiola    |
|  | 82' | Luis Enrique     |

|  | 7'  | Diego Simeone         |
|  | 16' | Santi Denia           |
|  | 60' | Juan Vizcaíno         |
|  | 67' | Delfí Geli            |
|  | 78' | Juan Esnáider         |
|  | 81' | José Francisco Molina |

| Árbitro: | Juan Antonio Fernández Marín |

| 1          | POR        | Vitor Baia         |     |
| 12         | DEF        | Sergi Barjuán      |     |
| 20         | DEF        | Miguel Ángel Nadal | 50' |
| 5          | DEF        | Gheorghe Popescu   |     |
| 18         | DEF        | Guillermo Amor     | 67' |
| 4          | MED        | Pep Guardiola      |     |
| 8          | MED        | Hristo Stoichkov   |     |
| 7          | MED        | Luís Figo          |     |
| 10         | MED        | Giovanni Silva     |     |
| 21         | DEL        | Luis Enrique       | 72' |
| 9          | DEL        | Ronaldo            |     |
| Entrenador | Entrenador | Bobby Robson       |     |

| 1          | POR        | José Francisco Molina |     |
| 20         | DEF        | Delfí Geli            |     |
| 6          | DEF        | Santi Denia           |     |
| 3          | DEF        | Toni Muñoz            |     |
| 4          | DEF        | Roberto Solozábal     |     |
| 18         | MED        | Roberto Fresnedoso    | 46' |
| 24         | MED        | Radek Bejbl           |     |
| 14         | MED        | Diego Simeone         | 46' |
| 10         | MED        | Milinko Pantić        |     |
| 19         | DEL        | Kiko Narváez          |     |
| 9          | DEL        | Juan Esnáider         |     |
| Entrenador | Entrenador | Radomir Antić         |     |

| 3  | DEF | Abelardo Fernández | 50' |
| 23 | MED | Iván De la Peña    | 67' |
| 19 | DEL | Juan Antonio Pizzi | 72' |

| 15 | DEF | Carlos Aguilera | 46' | 67' |
| 8  | MED | Juan Vizcaíno   | 46' |     |
| 5  | DEF | Juanma López    | 67' |     |

|  | 6'  | Ronaldo            | 1-0 |
|  | 31' | Giovanni Silva     | 2-0 |
|  | 73' | Juan Antonio Pizzi | 3-2 |
|  | 75' | Iván De la Peña    | 4-2 |
|  | 89' | Ronaldo            | 5-2 |

|       | 37' | Juan Esnáider  | 2-1 |
| Penal | 57' | Milinko Pantić | 2-2 |

|  | 11' | Gheorghe Popescu |
|  | 34' | Luís Figo        |
|  | 35' | Pep Guardiola    |
|  | 82' | Luis Enrique     |

|  | 7'  | Diego Simeone         |
|  | 16' | Santi Denia           |
|  | 60' | Juan Vizcaíno         |
|  | 67' | Delfí Geli            |
|  | 78' | Juan Esnáider         |
|  | 81' | José Francisco Molina |

| Árbitro: | Juan Antonio Fernández Marín |

### Vuelta
| 1          | POR        | José Francisco Molina |     |
| 5          | DEF        | Juanma López          |     |
| 6          | DEF        | Santi Denia           |     |
| 3          | DEF        | Toni Muñoz            |     |
| 2          | DEF        | Pablo Alfaro          |     |
| 18         | MED        | Roberto Fresnedoso    |     |
| 24         | MED        | Radek Bejbl           | 71' |
| 14         | MED        | Diego Simeone         | 64' |
| 10         | MED        | Milinko Pantić        |     |
| 19         | DEL        | Kiko Narváez          |     |
| 7          | DEL        | Leonardo Biagini      | 25' |
| Entrenador | Entrenador | Radomir Antić         |     |

| 25         | POR        | Julen Lopetegui    |     |
| 12         | DEF        | Sergi Barjuán      |     |
| 2          | DEF        | Albert Ferrer      |     |
| 5          | DEF        | Gheorghe Popescu   |     |
| 3          | DEF        | Abelardo Fernández |     |
| 15         | MED        | Laurent Blanc      |     |
| 4          | MED        | Pep Guardiola      |     |
| 18         | MED        | Guillermo Amor     | 91' |
| 8          | MED        | Hristo Stoichkov   | 80' |
| 21         | DEL        | Luis Enrique       |     |
| 19         | DEL        | Juan Antonio Pizzi |     |
| Entrenador | Entrenador | Bobby Robson       |     |

| 9  | DEL | Juan Esnáider | 25' |
| 20 | DEF | Delfí Geli    | 64' |
| 8  | MED | Juan Vizcaíno | 71' |

| 11 | DEL | Ángel Cuéllar    | 80' |
| 6  | MED | José Mari Bakero | 91' |

| Anotado · Autogol | 32' | Sergi Barjuán  | 1-0 |
|                   | 65' | Juan Esnáider  | 2-1 |
|                   | 76' | Milinko Pantić | 3-1 |

|  | 58' | Hristo Stoichkov | 1-1 |

|  | 30' | Juan Esnáider  |
|  | 42' | Juanma López   |
|  | 60' | Milinko Pantić |
|  | 70' | Radek Bejbl    |

|  | 29' | Juan Antonio Pizzi |
|  | 49' | Abelardo Fernández |
|  | 78' | Sergi Barjuán      |

| Árbitro: | Juan Ansuátegui Roca |

| 1          | POR        | José Francisco Molina |     |
| 5          | DEF        | Juanma López          |     |
| 6          | DEF        | Santi Denia           |     |
| 3          | DEF        | Toni Muñoz            |     |
| 2          | DEF        | Pablo Alfaro          |     |
| 18         | MED        | Roberto Fresnedoso    |     |
| 24         | MED        | Radek Bejbl           | 71' |
| 14         | MED        | Diego Simeone         | 64' |
| 10         | MED        | Milinko Pantić        |     |
| 19         | DEL        | Kiko Narváez          |     |
| 7          | DEL        | Leonardo Biagini      | 25' |
| Entrenador | Entrenador | Radomir Antić         |     |

| 25         | POR        | Julen Lopetegui    |     |
| 12         | DEF        | Sergi Barjuán      |     |
| 2          | DEF        | Albert Ferrer      |     |
| 5          | DEF        | Gheorghe Popescu   |     |
| 3          | DEF        | Abelardo Fernández |     |
| 15         | MED        | Laurent Blanc      |     |
| 4          | MED        | Pep Guardiola      |     |
| 18         | MED        | Guillermo Amor     | 91' |
| 8          | MED        | Hristo Stoichkov   | 80' |
| 21         | DEL        | Luis Enrique       |     |
| 19         | DEL        | Juan Antonio Pizzi |     |
| Entrenador | Entrenador | Bobby Robson       |     |

| 9  | DEL | Juan Esnáider | 25' |
| 20 | DEF | Delfí Geli    | 64' |
| 8  | MED | Juan Vizcaíno | 71' |

| 11 | DEL | Ángel Cuéllar    | 80' |
| 6  | MED | José Mari Bakero | 91' |

| Anotado · Autogol | 32' | Sergi Barjuán  | 1-0 |
|                   | 65' | Juan Esnáider  | 2-1 |
|                   | 76' | Milinko Pantić | 3-1 |

|  | 58' | Hristo Stoichkov | 1-1 |

|  | 30' | Juan Esnáider  |
|  | 42' | Juanma López   |
|  | 60' | Milinko Pantić |
|  | 70' | Radek Bejbl    |

|  | 29' | Juan Antonio Pizzi |
|  | 49' | Abelardo Fernández |
|  | 78' | Sergi Barjuán      |

| Árbitro: | Juan Ansuátegui Roca |

| Campeón Supercopa de España 1996 |
| -------------------------------- |
| FC Barcelona 5° Título           |

| Predecesor: Supercopa de España 1995 | Supercopa de España 1996 | Sucesor: Supercopa de España 1997 |

## Filmografía
- Reportaje Movistar+, «Fiebre Maldini: Vuelta Supercopa 1996 en La Peineta» en plus.es